# Drino longihirta
Drino longihirta är en tvåvingeart som beskrevs av Chao och Liang 1992. Drino longihirta ingår i släktet Drino och familjen parasitflugor.
Artens utbredningsområde är Hunan (Kina). Inga underarter finns listade i Catalogue of Life.